# トリプタン (医薬品)
トリプタン（英：Triptans）はトリプタミン誘導体である医薬品の一群で、片頭痛や群発頭痛の治療に用いられる。スマトリプタン、ゾルミトリプタン、エレトリプタン、リザトリプタン、ナラトリプタンがある。

## 作用機序
頭蓋骨内の血管に存在するセロトニンの5-HT1Bおよび5-HT1D受容体作動薬であり、血管攣縮を解除し、前炎症性神経ペプチドの放出を抑制する。血管のほか、神経終末のセロトニン受容体にも同様に作用するとのエビデンスが蓄積されてきている。

## 効能・効果
トリプタン系のセロトニン選択的作動薬はNSAIDsや市販薬に反応しない重症片頭痛に著効する。トリプタンは典型的症状を有する偏頭痛の中期的治療に適しているが、非典型例、極めて激しい片頭痛、変容型片頭痛、重積（継続）発作には効果がない。
有効性の評価は臨床試験における盲検化の方法に影響を受ける。
片頭痛発作中の患者に表在感覚検査（アロディニア）を実施するとトリプタン投与に反応するか否かが判る。皮膚感覚がない場合に最も有効である。皮膚感覚がある場合には、頭痛発現後20分以内に服用するのが最適である。

## 副作用
通常の投与量・投与回数ではトリプタンはほとんど副作用を示さない。よく知られた副作用は片頭痛発作再発である。システマティック・レビューの結果、「リザトリプタン10mg」のみがプラセボに比べて再発率が高率であった。
心疾患を有する患者では理論的には冠血管攣縮のリスクがあるが、トリプタン服用後の心血管イベント発生は稀である。
選択的セロトニン再取り込み阻害薬（SSRI）またはセロトニン・ノルアドレナリン再取り込み阻害薬（SNRI）を併用している患者では生命を脅かすセロトニン症候群が発現する可能性がある。